# Karl Siebrecht
Karl Siebrecht (* 27. Januar 1875 in Hannover; † 15. Februar 1952 ebenda) war ein deutscher Architekt.

## Leben
Karl Siebrecht absolvierte zunächst eine Lehre als Tischler und besuchte dann die Kunstgewerbeschule Hannover sowie die Baugewerkschule Höxter. Daran anschließend begann er 1897 ein Architekturstudium an der Technischen Hochschule Hannover bei Heinrich Köhler und Hubert Stier, anschließend 1899 bis 1900 in Berlin an der Technischen Hochschule Charlottenburg bei Theodor Goecke und Friedrich Seeßelberg. 1900 kehrte Siebrecht nach Hannover zurück und war dort zunächst als Mitarbeiter im Büro von Hermann Eggert beim Bau des Neuen Rathauses tätig.

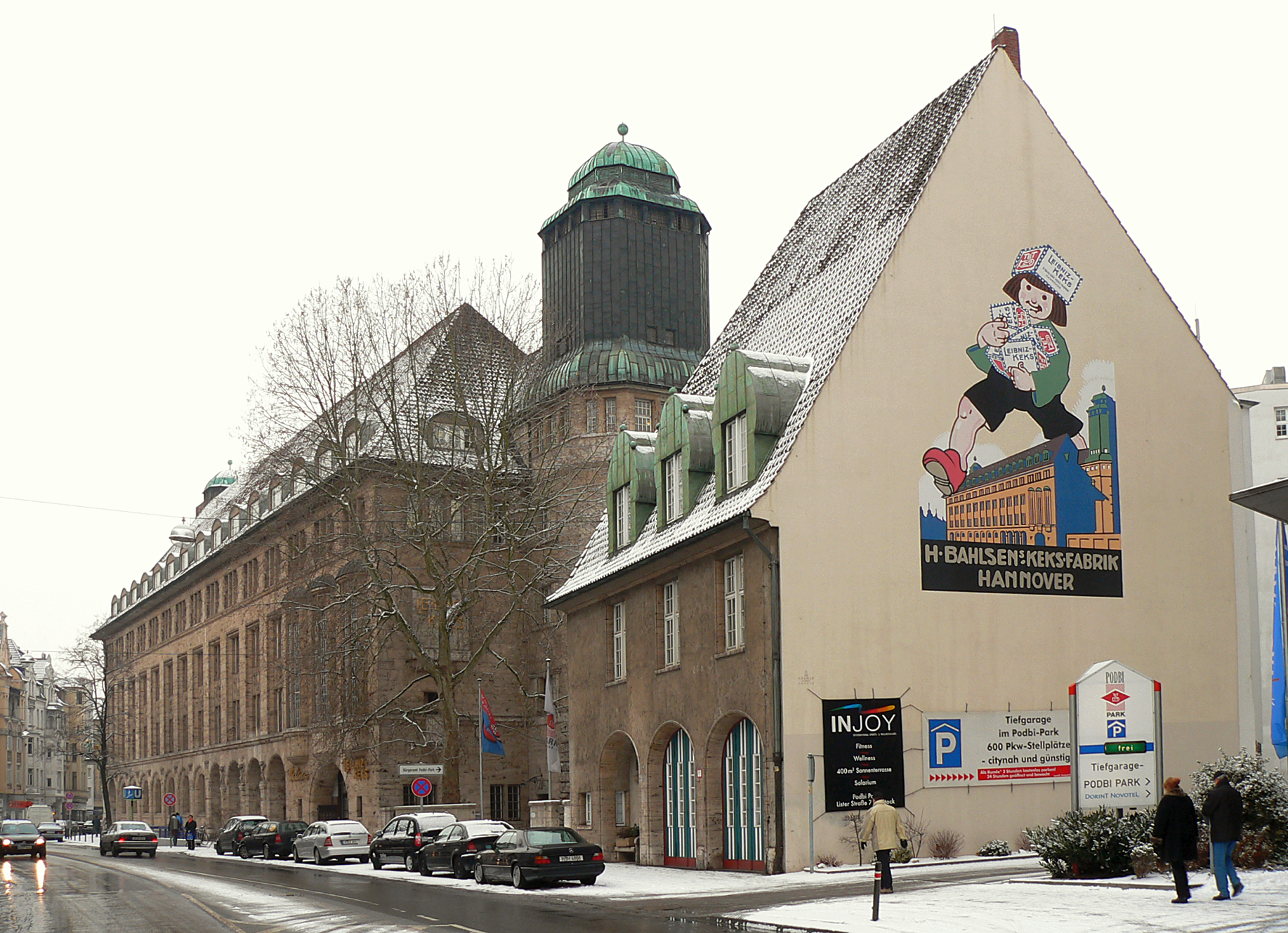
Verwaltungsgebäude der Bahlsen-Keksfabrik mit Feuerwache in Hannover (1911–1912 und 1913)

1903 machte sich Karl Siebrecht selbständig und arbeitete mit seinen Brüdern Albert Siebrecht († 1950) und August Siebrecht († 1955) zusammen, so etwa für sein ab 1910 errichtetes Hauptwerk, die im Auftrag von Hermann Bahlsen erbaute ehemalige Bahlsen-Keksfabrik an der Podbielskistraße sowie an der Lister Straße in Hannover. Die Fabrikgebäude, die von Künstlern wie Julius Diez, Georg Herting, Adolf Hölzel, Willy Jaeckel, Änne Koken, Georg Krüger, Martel Schwichtenberg oder Ludwig Vierthaler mit besonderer Jugendstil-Ausstattung versehen wurden, gelten als architektonischer Schwerpunkt im hannoverschen Stadtteil List.
Karl Siebrecht wurde 1907 als Mitglied in den Bund Deutscher Architekten (BDA) berufen und fühlte sich architektonisch der Stilrichtung der Stuttgarter Schule verwandt. Er war Mitglied der Architektenvereinigung Der Block.
Nach seinem Tod 1952 wurde Siebrecht auf dem Neuen St.-Nikolai-Friedhof in der Nordstadt von Hannover beigesetzt.

## Bauten und Entwürfe
- 1903: Tattersall in Hannover, Zooviertel[2]
- 1904: Wohnhaus für Carl Arnold in Hannover, Corvinusstraße[3][4][5]
- 1905: Fabrikgebäude für die Norddeutsche Tapetenfabrik Hölscher & Breimer (NORTA) in Hannover, Walsroder Straße[3][6]
- 1908: Pfarrhaus in Lohne[3]
- 1909: Erweiterungsbauten für die Pelikan-Werke Günther Wagner in Hannover-List[3]
- 1909–1910: Fabrikgebäude für das Unternehmen Bahlsen in Hannover-List, Lister Straße 10–14[7][8]
- 1910: Wochenendhaus für die Familie Stichweh in (Wunstorf-)Steinhude, Steenewark 17[9]
- 1911–1912: Verwaltungsgebäude für das Unternehmen Bahlsen in Hannover-List, Podbielskistraße 11[8]
- 1911–1912: Neubauten des Gutshofs Auermühle für Fritz Beindorff (Eigentümer der Pelikan-Werke) in Steinhorst bei Celle
Ein Wettbewerbs-Entwurf von Otto Lüer aus dem Jahr 1909 wurde nicht ausgeführt, stattdessen wurde die Anlage von Mai 1911 bis Juli 1912 nach Plänen von Karl Siebrecht errichtet.[10][3][11]

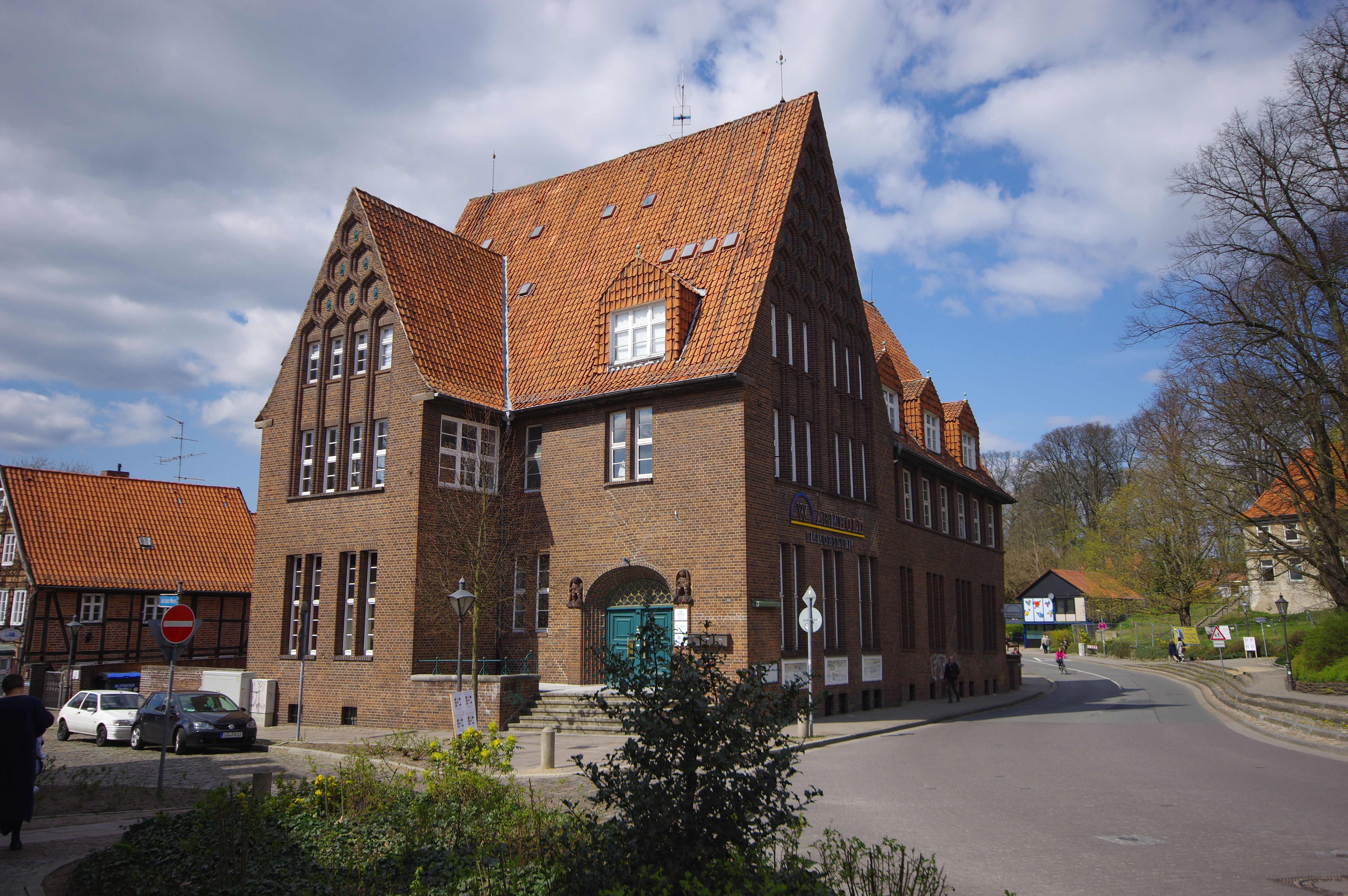
Kreissparkasse in Lüneburg

- 1912: Bankgebäude der Kreissparkasse in Lüneburg, Auf dem Meere 1/2 (nach einem 1910 mit dem 1. Preis ausgezeichneten Wettbewerbsentwurf)[3][12]
- 1913: Feuerwache in Hannover-List, Podbielskistraße 13[8]
- 1913: Wohn- und Geschäftshaus in Hannover-List, Ferdinand-Wallbrecht-Straße 8a / Göbelstraße[8][13]
- 1913–1914: Torhäuser für die Pelikan-Werke Günther Wagner in Hannover-List, Podbielskistraße 139/141[3]
- 1914: Ausstellungspavillon „Bahlsens Kekshaus“ auf der Deutschen Werkbund-Ausstellung Köln 1914[14]

In den letzten Jahren vor dem Ersten Weltkrieg entstanden in Hannover außerdem verschiedene Wohnungsbauten nach siegreichen Wettbewerbsentwürfen von Siebrecht, z. B. die Siedlung Gartenheim, Gebäude an der Podbielskistraße, Hausgruppen am Listholz und an der Franz-Abt-Straße (1931 umbenannt in Fritz-Beindorff-Allee)
- ab 1918: Fabrikgebäude für die Norddeutsche Tapetenfabrik Hölscher & Breimer (NORTA) in Langenhagen[3]
- 1926–1928: Aufbauschule (heutiges Gymnasium) in Walsrode[16]

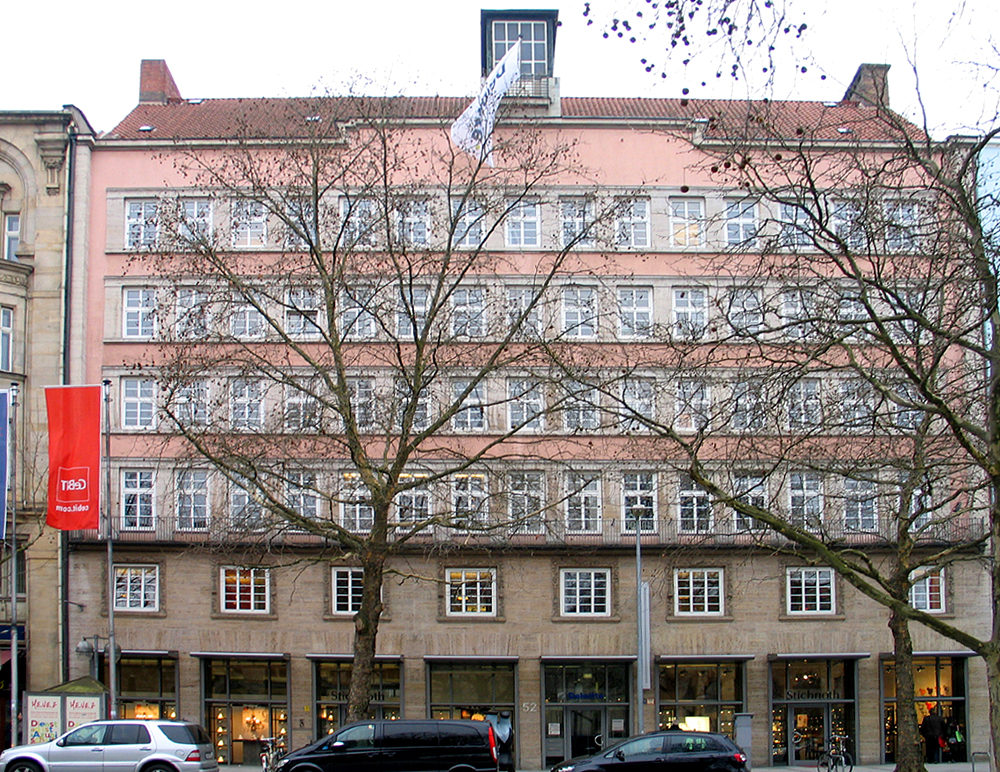
Kurierhaus in Hannover

- 1927: Büro- und Geschäftshaus Kurierhaus für den Verlag der Tageszeitung Hannoverschen Kurier in Hannover-Mitte, Georgstraße 52[8]
- 1927: Gemeindehaus für die Friedenskirche in Hannover, Schackstraße 24[8]
- 1927–1929: Wohnbebauung Im Kreuzkampe in Hannover-List, Im Kreuzkampe / Gottfried-Keller-Straße / Adalbert-Stifter-Straße / Spannhagenstraße / Am langen Kampe (gemeinsam mit Friedrich Wilhelm Schick)[8]
- 1928: Herdfabrik Voss mit Wohnhaus in Sarstedt, Bahnhofstraße 6[8]
- 1928: Verwaltungsgebäude für die Sprengel-Werke in Hannover, Glünderstraße 8[8]
- 1930: Wohnanlage an der Fritz-Beindorff-Allee in Hannover-List[8]
- 1930–1931: Seewasser-Wellenschwimmbad auf Norderney, Kurplatz[3][17]
- 1930: Bauteil der Wohnbebauung am De-Häen-Platz in Hannover-List (weitere Bauteile u. a. von Wilhelm Kröger, Jürgens & Menke, Friedrich Wilhelm Schick)[8]
- 1932–1933: Musterhaus „Haus im Garten“ auf der Jahresschau Deutscher Gartenkultur Hannover 1933[18]
- 1937: Geschäftshaus der Sparkasse des Landkreises Hannover in Hannover, Höltystraße / Wilhelmstraße[8]
- 1938: Altersheim der Gustav Brand’schen Stiftung in Hannover, Bischofsholer Damm 79[8]
- 1938: Verwaltungsgebäude für die Industrie- und Handelskammer Emden in Emden, Ringstraße[19]

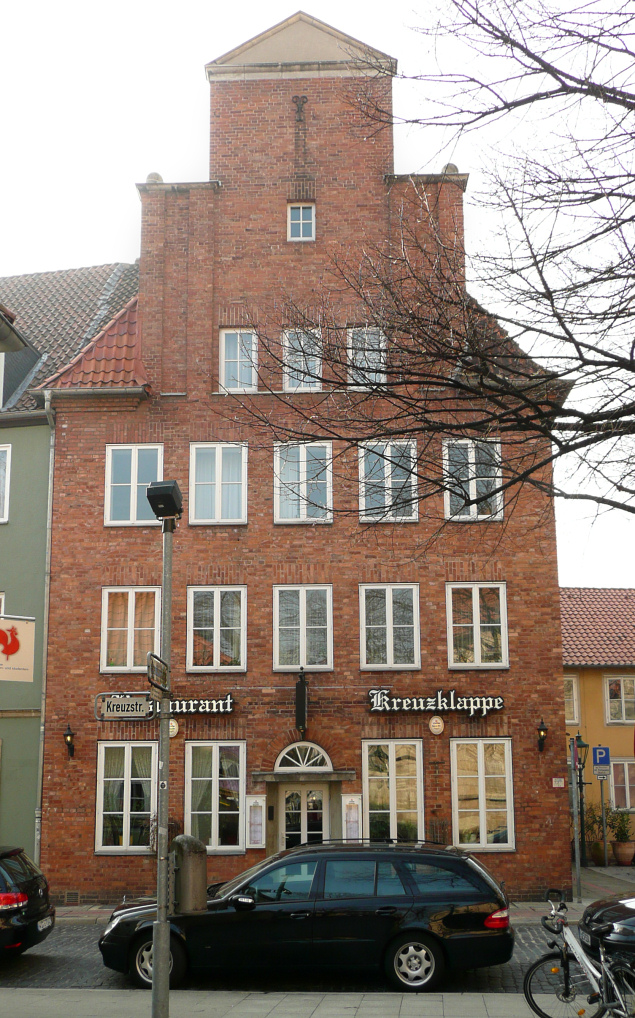
Wohnhaus mit Gaststätte Kreuzklappe in Hannover

- 1949: Conti-Block am Kröpcke in Hannover[20]
- 1950: Bahlsen-Haus in Hannover, Georgstraße 39[8]
- 1950–1952: Teil der Wohnbebauung „Rund um die Kreuzkirche“ (weitere Teile u. a. von Hans Jaeckel, Ernst Kreytenberg, Georg Seewald, Erwin Töllner, Ernst Zinsser)[8]
- 1951: Wohnhaus mit Gaststätte Kreuzklappe in Hannover, Kreuzkirchhof 5[8]